# Colin Archer

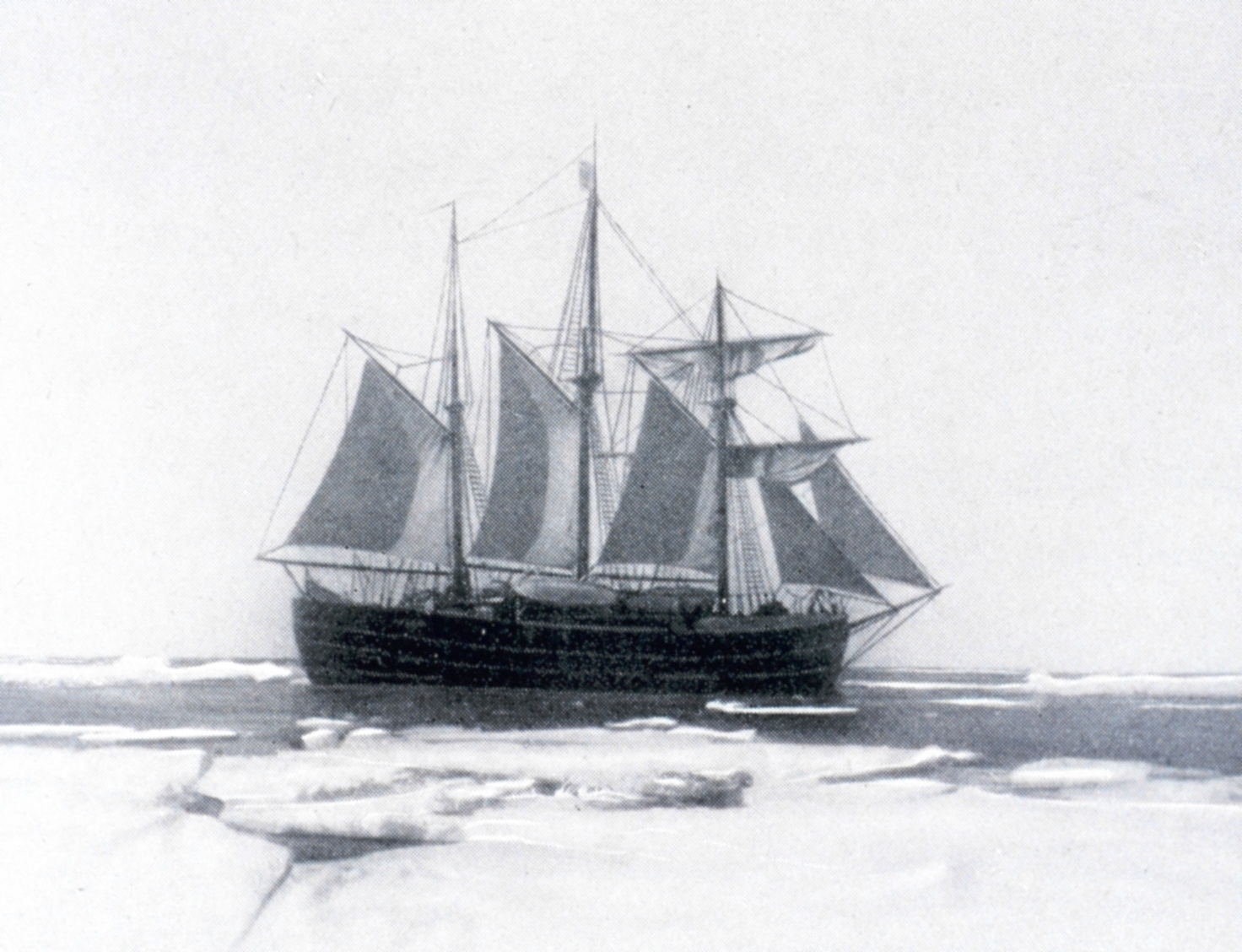
Fram – żaglowiec wypraw Fridtjofa Nansena i Roalda Amundsena

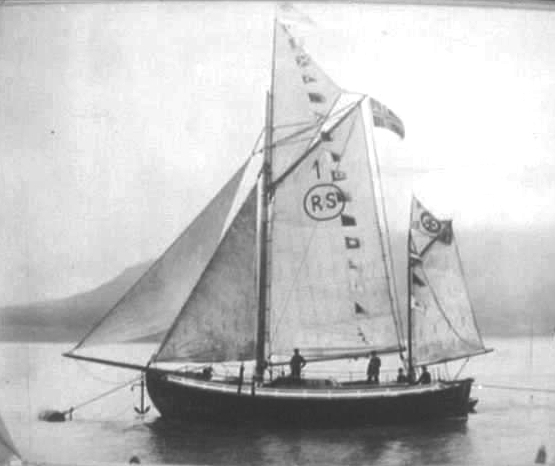
Statek ratowniczy RS 1 „Colin Archer”

Colin Archer (ur. 22 lipca 1832 w Larvik, zm. 8 lutego 1921) – norweski projektant i budowniczy statków morskich z Larvik (Norwegia), znany m.in. jako budowniczy żaglowca „Fram” Fridtjofa Nansena (wypożyczonego Roaldowi Amundsenowi) i producent niezatapialnych żaglowych statków ratunkowych (Rescue Boats). 

## Życiorys
Colin Archer był synem Williama Archera, prowadzącego do roku 1825 skład drewna w Perth (Szkocja), i Julii de domo Walker. Rodzice w roku 1825 emigrowali do Norwegii. Mieli łącznie trzynaścioro dzieci. Colin miał sześciu starszych braci: Charlesa (1813–1862), Johna (1814–1857), Davida (1816–1900), Williama (1818–1896), Archibalda (1820–1902) i Thomasa (1823–1905). Bracia kolejno wyjeżdżali do Australii: Dawid w roku 1834, a Thomas i William w roku 1838, gdy Colin był kilkuletnim chłopcem. Zajęli się eksploracją dzikich terenów i rozwijaniem pasterstwa – hodowli owiec i bydła – w południowej części Queensland. Charles i John (marynarz) dołączyli do nich w roku 1841. W roku 1854 znalazł się tam również Colin, a w 1860 – Archibald (od 1881 roku – pełnomocnik generalny ds. Queensland, odznaczony w roku 1884 Orderem św. Michała i św. Jerzego). Colin Archer zasłużył się jako eksplorator górnego biegu rzeki Fitzroy (okolice Rockhampton).
Bracia rozpoczęli hodowlę w rejonie przypominającym krajobrazowo rodzinną Norwegię, a równocześnie umożliwiającym rzeczny transport materiałów, w tym produkowanej wełny do sklepów w Rockhampton. 
Po powrocie do Norwegii Colin zajął się projektowaniem i budową statków żaglowych. Najbardziej znanym jego dziełem jest żaglowiec „Fram”, zbudowany w 1892 roku na zamówienie Fridtjofa Nansena. Zalety konstrukcji statku przyczyniły się do sukcesów ekspedycji polarnych Nansena (1893–1896), Ottona Sverdrupa (1898–1902) i Roalda Amundsena (1910–1912). 
Z wykorzystaniem materiałów pozostałych po budowie „Fram” Archer zbudował w roku 1893, dla norweskiej Spółki Ratunkowej (Redningsselskapets), statek ratowniczy RS1 o konstrukcji, dzięki której był określany później jako „niezatapialny”. Gdy RS1 „Colin Archer” wycofywano z eksploatacji w roku 1933, stwierdzono, że przez 40 lat uratowała 237 mężczyzn od pewnej śmierci (67 łodzi) i udzieliła pomocy łącznie 1522 łodziom z 4500 ludźmi na pokładzie. RS1 był pierwszym z serii statków ratunkowych (w tym np. RS22 „Colin Archer II”).
Dla potrzeb działalności hodowlanej w Australii Colin Archer wybudował kecz „Ellida” (ładowność 20 ton) – pierwszy statek żaglowy, który pokonywał trasę z Maryborough do Rockhampton pod prąd.

## Upamiętnienie
Dla uhonorowania dokonań Colina Archera jego imię nadano półwyspowi wielkiej niezamieszkałej wyspy Devon (Nunavut) – Colin Archer Peninsula.
Co dwa lata żeglarze różnych krajów uczestniczą w „Colin Archer Memorial Race”. Startują z Lauwersoog w Holandii, aby po pokonaniu ok. 365 mil morskich (ok. 676 km) w czasie 3, 4 lub 5 dni żeglugi (zależnie od pogody i typu jachtu) dotrzeć do mety w Larvik.